# Aéroport d'Alger (métro d'Alger)
Aéroport Houari Boumédiène est une station de la ligne 1 du métro d'Alger, actuellement en travaux et prévue d'être mise en service à l'horizon 2027, qui permettra de desservir l'aéroport d'Alger - Houari-Boumédiène.

## Historique
Le 3 novembre 2011, l'entreprise Métro d'Alger a lancé un avis d'appel d'offres national et international pour le choix de bureaux d’études pour la réalisation des études préliminaires de l'extension de la ligne 1 B1.
Le 7 juin 2012, les contrats de réalisation des études de ces trois extensions ont été attribués pour un délai de 24 mois. Pour le tronçon El Harrach Centre - Bab Ezzouar (8 km), c'est Dahwa-Busan (Corée du Sud) qui l'a décroché pour 486 millions de dinars.
En avril 2013, la réalisation de ce tronçon de 9,5 km et 9 stations a été attribuée à Cosider en gré à gré pour une durée de 60 mois. Le 13 juillet 2014, les prestations de contrôle et de suivi de réalisation des travaux de génie civil gros œuvres ligne et stations ont été confiées au groupement algéro-hispano-sud-coréen, Saeti / DongMyeong /Eurostudios, pour un montant de 1,961 milliard de dinars.La station fait partie de l'extension B1 de la ligne 1 du métro d'Alger.
Les travaux ont débuté en septembre 2015. Le groupe Cosider utilise à ce moment-là pour la première fois des tunneliers TBM pour ce tronçon.
La réception de cette extension du métro d'Alger, de la station d'El Harrach-centre vers l'aéroport d'Alger, prévue initialement pour la fin 2022, est annoncée pour 2026 en octobre 2021.

## Caractéristiques
La station de l'aéroport se situe 22 m sous le parking P3 du terminal 4 inauguré en 2019.
Longue de 130 m et large de 21 m, elle disposera de trois sorties. Elle sera équipée d'un ascenseur pour personnes à mobilité réduite ainsi que d'un tapis roulant de 100 m en direction de la sortie n°2 qui permet de se rapprocher du terminal 2.
Cette station fera office de terminus définitif de la ligne 1 à l'horizon 2026.

## Services aux voyageurs

### Accès et accueil
- Sortie n°1 : terminal 4
- Sortie n°2 : terminal 2
- Sortie n°3 : parking P3

### Intermodalité
- Gare ferroviaire de l'aéroport Houari Boumédiène.
- Lignes de bus ETUSA :
  - 39, depuis et vers la place Maurice Audin ;
  - 100, depuis et vers la place des Martyrs (station 8 Mai 1945) ;
  - 178, l'ETUSA depuis et vers la gare routière de Caroubier.
- Lignes de bus régionaux :

- Tizi Ouzou- Aéroport d'Alger[5]
- Blida- Aéroport d'Alger[6]

## À proximité
- Aéroport d'Alger - Houari-Boumédiène
- Hôtel Hyatt Regency-Aéroport d'Alger

## Galerie de photographies

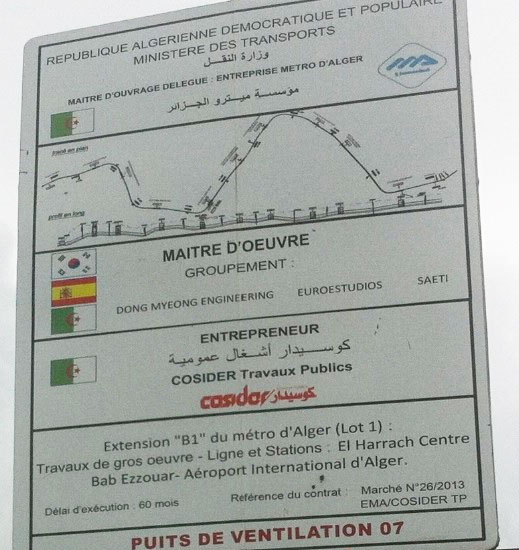
Extension de la ligne B1 El Harrach - Aéroport
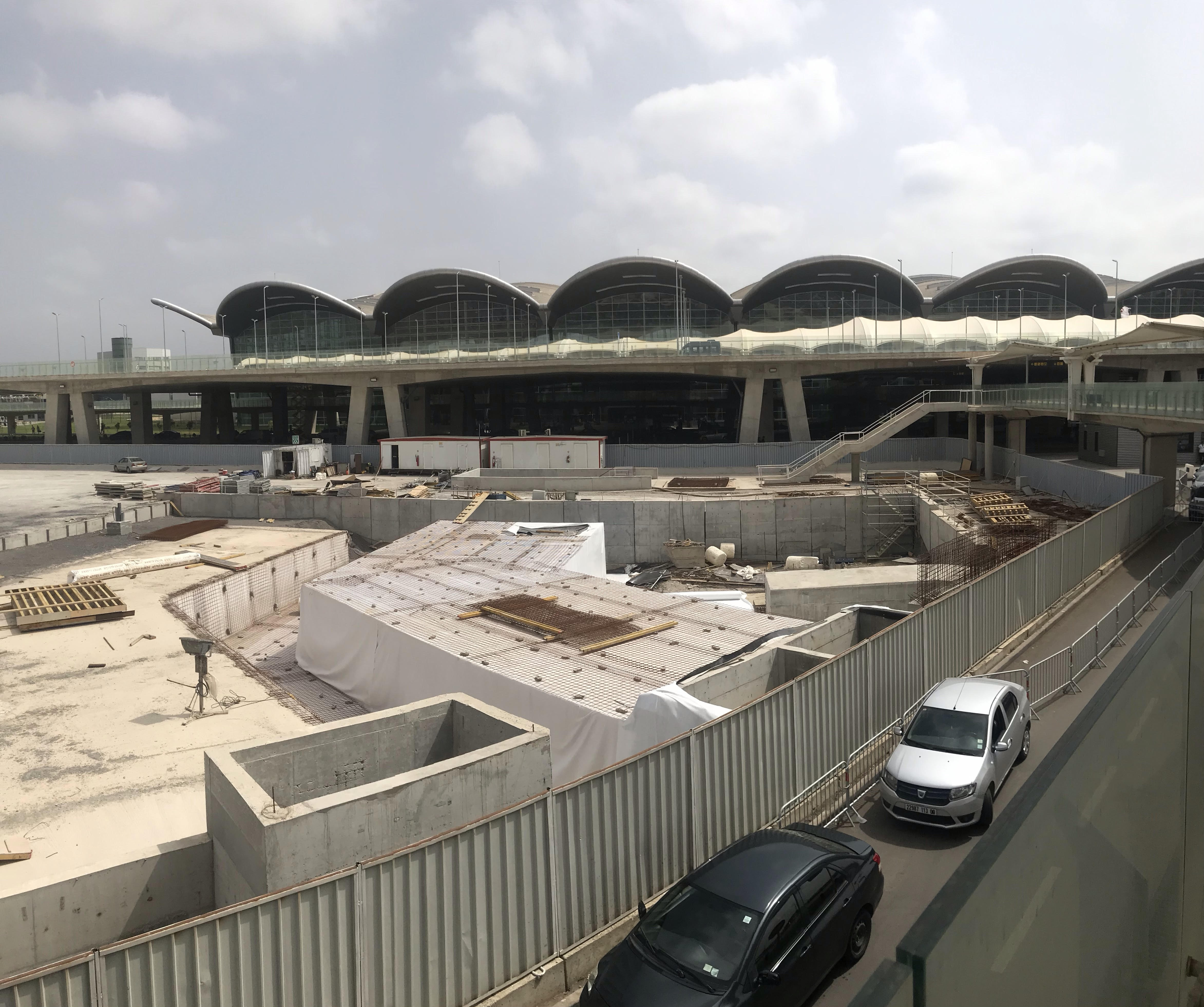
Vue de la station en travaux depuis la passerelle du parking